# ISO 3166-2:ST
ISO 3166-2:ST — стандарт Международной организации по стандартизации, который определяет геокоды. Является подмножеством стандарта ISO 3166-2, относящимся к Сан-Томе и Принсипи.
Стандарт охватывает 2 провинции Сан-Томе и Принсипи. Каждый код состоит из двух частей: кода Alpha2 по стандарту ISO 3166-1 для Сан-Томе и Принсипи — ST и дополнительного кода, записанных через дефис. Дополнительный однобуквенный код образован аббревиатурой названия  провинции. Геокоды провинций Сан-Томе и Принсипи являются подмножеством кодов домена верхнего уровня — ST, присвоенного Сан-Томе и Принсипи в соответствии со стандартами ISO 3166-1.

## Геокоды Сан-Томе и Принсипи
Геокоды 2 провинций административно-территориального деления Сан-Томе и Принсипи.
| Геокод | Административная единица | Статус    |
| ------ | ------------------------ | --------- |
| ST-P   | Принсипи                 | провинция |
| ST-S   | Сан-Томе                 | провинция |

## Геокоды пограничных Сан-Томе и Принсипи государств
- Нигерия — ISO 3166-2:NG (на севере (морская граница)),
- Камерун — ISO 3166-2:CM (на северо-востоке (морская граница)),
- Экваториальная Гвинея — ISO 3166-2:GQ (на востоке (морская граница)),
- Габон — ISO 3166-2:GA (на востоке (морская граница)).